# Leucina
A leucina é um dos aminoácidos codificados pelo código genético, sendo portanto um dos componentes das proteínas dos seres vivos.
A leucina é um dos 20 aminoácidos que as células do corpo humano utilizam para sintetizar proteínas, porém o mesmo não o produz. Desempenha funções importantes no aumento das proteínas e atua com fonte de energia durante os exercícios físicos, aumentando a resistência e reduzindo a fadiga.
É integrante da cadeia ramificada, juntamente com a isoleucina e a valina, é encontrado de maneira abundante em carnes e leguminosas (soja e feijão), com uma concentração média de 1g/100g e de 3g/100g, respectivamente.
Uma maior presença de leucina na alimentação contribui para reduzir a perda da massa muscular durante a velhice, segundo um estudo divulgado pelo Instituto Nacional de Pesquisa Agronômica (Inra) da França, em seu site na internet. Essa é a conclusão de uma equipe de pesquisadores da unidade de Alimentação Humana do Inra, após efetuar um estudo em ratos.
A partir dos 40 anos, o equilíbrio interno - que mantém estável a produção de proteínas musculares e sua constante destruição - é desfeito, o que conduz a um desaparecimento progressivo de massa muscular da ordem de 0,5% a 2% a cada ano.
Esse processo, denominado sarcopenia, é responsável pela redução da mobilidade e da autonomia entre os idosos.
Os resultados do estudo do Inra nos ratos sugerem, segundo seus autores, que um complemento alimentar a base de leucina ou o consumo regular de alimentos ricos nesse aminoácido, como leguminosas, pode ter um efeito positivo na manutenção da massa muscular. 